# Estación de Ciudad Real (MZA)
Ciudad Real fue una estación de ferrocarril situada en el municipio español homónimo que estuvo operativa entre 1880 y 1992. Construida originalmente por la Compañía de los Ferrocarriles de Madrid a Zaragoza y Alicante (MZA), con posterioridad pasaría a manos de RENFE. Durante muchos años constituyó un importante nudo ferroviario, en el que se bifurcaban las líneas Madrid-Badajoz y Alcázar de San Juan-Ciudad Real. Se mantuvo en servicio hasta 1992, siendo sustituida por la actual estación. Tras su clausura, las instalaciones fueron desmanteladas y el edificio principal derribado.

## Situación ferroviaria
Las instalaciones, situadas a 634 metros de altitud sobre el nivel del mar, formaban parte de los siguientes trazados:
- Línea férrea de ancho ibérico Madrid-Badajoz, punto kilométrico 175,040.
- Línea férrea de ancho ibérico Manzanares-Ciudad Real, punto kilométrico 262,361.

## Historia

### Construcción y etapa de MZA
El ferrocarril llegó a la capital ciudadrealeña el 14 de marzo de 1861 con la apertura del tramo Almagro-Ciudad Real de la nueva línea Alcázar de San Juan-Ciudad Real. La compañía MZA, impulsora de la línea férrea, construyó inicialmente un edificio provisional de viajeros situado al sur de la ciudad, a unos doscientos metros frente a la actual avenida de La Mancha. 
Con el paso de los años se vieron las limitaciones del edificio provisional, que fue pronto relegado al depósito de locomotoras y sustituido en 1880 por uno de segunda clase, de doble planta. Esta nueva estación iba a servir a dos nuevas líneas férreas. Un poco antes, el 6 de febrero de 1879, se había puesto en funcionamiento la pequeña estación del parque de Gasset, de la Compañía de los Caminos de Hierro de Ciudad Real a Badajoz (CRB), para atender los tráficos procedentes de la nueva línea Madrid-Ciudad Real. Esta compañía ya había inaugurado la línea Ciudad Real-Badajoz en 1866. La CRB, sin embargo, sería anexionada por MZA en 1880, pasando esta a controlar sus líneas. Con el transcurso de los años aquella segunda estación del parque de Gasset quedaría progresivamente relegada y sustituida en favor de la estación de MZA, lo que ocurrió definitivamente en 1935 con el trazado de la nueva línea de contorno ferroviaria.
Durante muchos años Ciudad Real fue un nudo ferroviario importante, en el que se bifurcaban las líneas Madrid-Badajoz y Alcázar de San Juan-Ciudad Real. Debido a ello, la estación dispuso de importantes instalaciones ferroviarias, que incluían unas cocheras de locomotoras, puente giratorio, talleres, muelles de mercancías, oficinas, muelles y almacenes de mercancías, etc.

### Los años de RENFE
En 1941, tras la nacionalización de los ferrocarriles de ancho ibérico, la estación pasó a manos de la Red Nacional de los Ferrocarriles Españoles (RENFE). Las instalaciones fueron electrificadas parcialmente a finales de 1975, con la electrificación del tramo Ciudad Real-Puertollano de la línea Madrid-Badajoz. En 1991 se inició la construcción de una nueva estación en la capital ciudadrealeña para dar servicio a la primera línea de alta velocidad construida en España, la Madrid-Sevilla, que también buscaba sustituir al antiguo complejo ferroviario. El nuevo recinto fue inaugurado un año después, integrándose en él tanto la nueva línea de alta velocidad como las líneas de ancho ibérico. El último tren circuló por la histórica estación el 12 de abril de 1992, tras lo cual sería clausurada y la playa de vías levantada.
El edificio de viajeros y el resto de instalaciones que todavía quedaban acabarían siendo derribados en 1994, siendo urbanizada la zona con posterioridad.

## Características

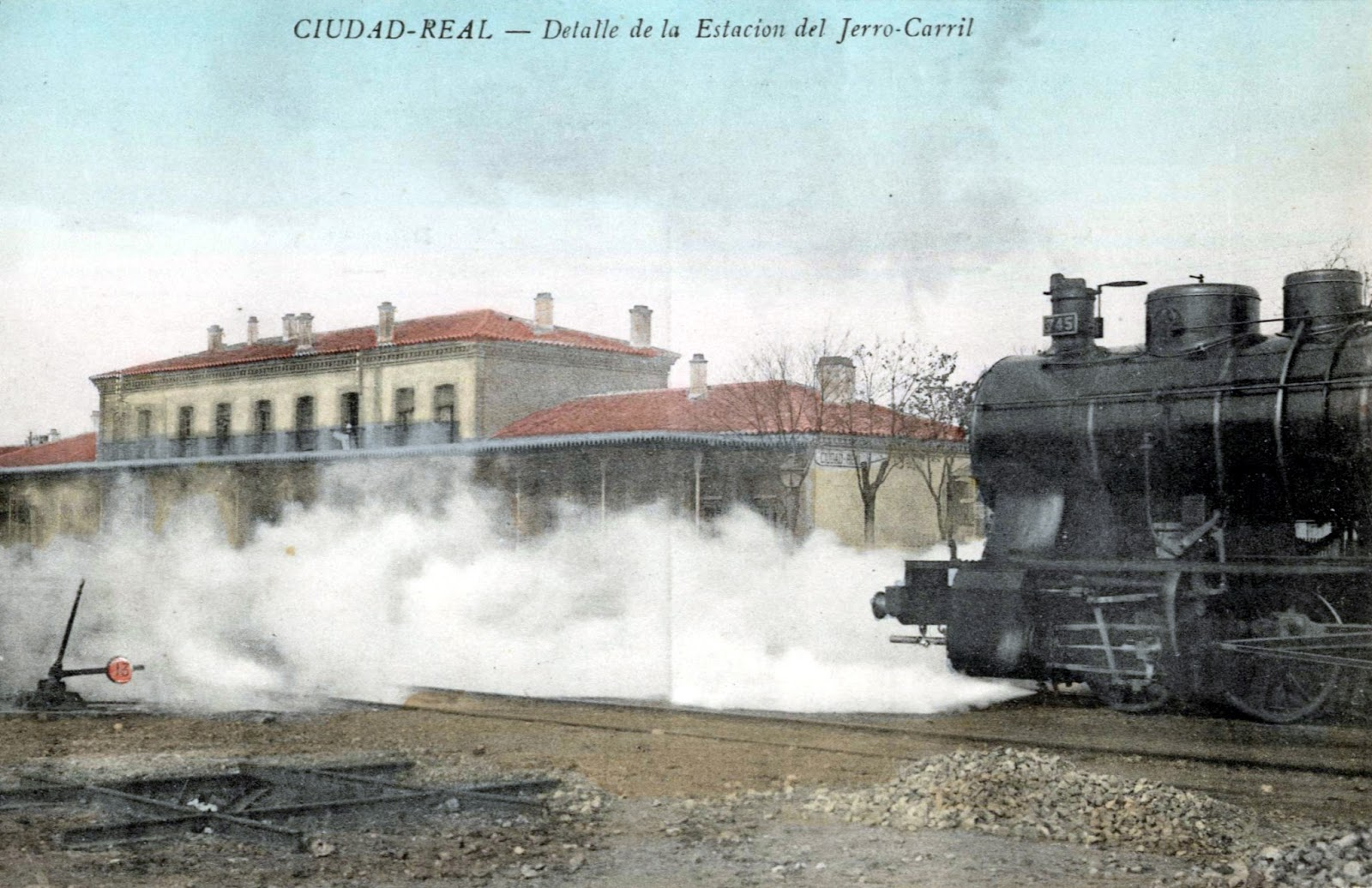
Una locomotora maniobrando en la estación, a comienzos del

La estación de Ciudad Real constituía un importante nudo ferroviario por ser el punto de encuentro de varias líneas férreas. Con el paso de los años en torno a la estación se fue articulando un importante complejo que disponía de numerosas instalaciones, así como una extensa playa de vías y diversos edificios.
El edificio de viajeros, de base rectangular y dos plantas abarcaba una superficie total de 450 m² y lucía unas fachadas de ladrillo visto con cubiertas de pizarra. La estación dispuso de una extensa playa de vías, talleres, depósitos de agua, cocheras cubiertas, una rotonda giratoria y un depósito de locomotoras de vapor para la línea Madrid-Ciudad Real. Dicho depósito sería clausurado el 15 de mayo de 1975, constituyendo el último de la red de RENFE que se clausuró. El complejo ferroviario también contaba con instalaciones de mercancías, con un conjunto de vías de apartadero, grúas mecánicas, gálibos y muelles-almacenes.